# Profibus

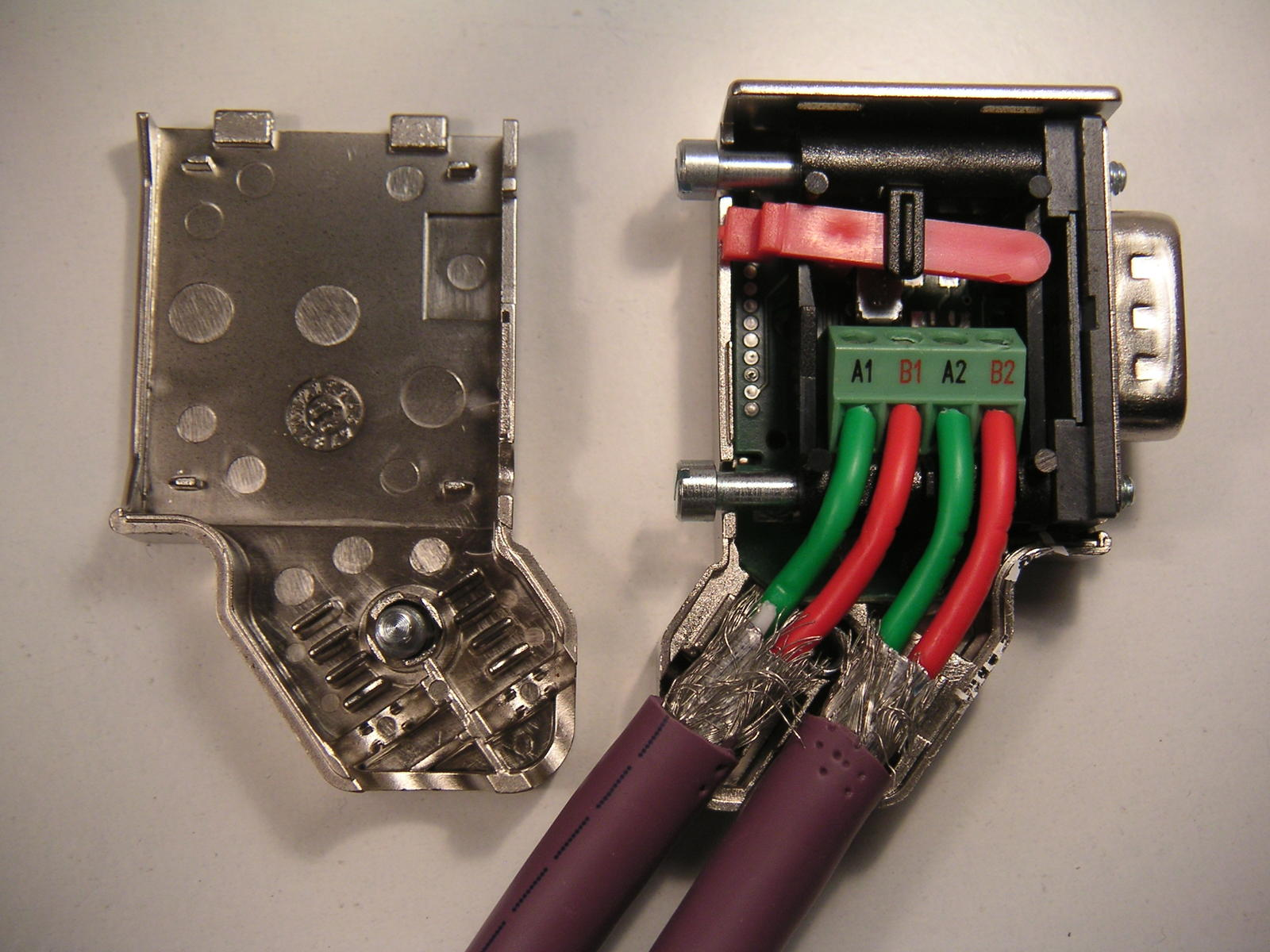
Standardní konektor (celek)
přepínač terminátoru (červená páčka)
komunikační kabely (fialové)

Průmyslová sběrnice Profibus (Process Field Bus) je určena pro automatizaci výrobních linek, pro domovní (ojediněle) či procesní automatizaci a pro řízení výroby a technologií.

## Základní charakteristiky
- Přenosová rychlost: 9 Kibit/s až 12 Mibit/s podle délky a typu sítě v rozsahu 100 m až 1,2 km a použité technologie přenosu (délka optického přenosu může být až 80 km), pro zvýšení délky sítě, omezení šumu (rušení), případně k větvení sítě se používá tzv. Repeater (opakovač).
- přenosová technologie
  - metalická síť (vodiče) – RS485 (počet účastníků je omezen na 128 /číslováno 0–127/, telegram délky 11 bitů z toho 8 datových)
  - optické vlákno – (s převodníky na rozhraní RS485 lze kombinovat metalický a optický rozvod v jedné síti)
  - IEC 1158-2 (proudová smyčka) – (synchronní kódování Manchester)
- řízení přístupu na sběrnici:
  - metoda token passing nebo také token ring (předávání pověření k řízení sběrnice v logickém kruhu) pro komunikaci mezi aktivními zařízeními, tzn. že řídící člen sítě „Master“ po ukončení komunikace s podřízeným(-mi) účastníkem(-ky) „Slave“ nebo jiným Masterem uvolní řízení sběrnice pro další řídící členy sítě, tento postup předávání se opakuje, až se kruh předávání přístupu k síti uzavře.
  - metoda klient–server (centrálně řízené dotazování) pro komunikaci mezi aktivním „Master“ a jemu přidělenými zařízeními „Slave“.
  - kombinace předchozích dvou

## VrstvyOSI
Fyzická vrstvaDefinuje fyzické spojení mezi zařízeními a současně je v této vrstvě definována topologie sítě. Profibus podporuje přenos po sběrnici RS-485 (Profibus DP/FMS), po optickém vláknu (Profibus DP/FMS) a ve výbušném prostředí po proudové smyčce IEC 1158-2 (Profibus PA).
Linková vrstvaFieldbus Data Link definuje mechanismus přístupu účastníka na přenosové médium (token passing, master-slave) a zabezpečuje tvorbu zprávy na úrovni bitového řetězce včetně generování kontrolních částí.
Aplikační vrstvaNejvyšší vrstvou v referenčním modelu ISO/OSI, poskytuje jednotlivé služby nezbytné pro realizaci komunikace z hlediska uživatele. V současné době existují tři varianty komunikačního standardu Profibus.

## Varianty
Profibus DP (Decentralized Periphery)Jedná se o nejjednodušší a nejrozšířenější variantu Profibusu, určený pro rychlou komunikaci typu master-slave. Je vhodný zejména pro rychlý přenos signálů z procesu pomocí decentralizovaných periférií a odloučených I/O jednotek. Komunikačním médiem je buď kroucená dvojlinka (standard RS-485), nebo optické vlákno při rychlosti až 12 Mibit/s.
Profibus FMS (Fieldbus Message Specification)Nabízí komunikační standard pro komunikaci v heterogenním prostředí a s velkou množinou služeb pro práci s daty, programy a alarmy. Komunikačním médiem je podobně jako u varianty Profubus DP buď kroucená dvojlinka (standard RS-485), nebo optické vlákno, avšak rychlost je už nižší.
Profibus PA (Process Automation)Používá rozšířenou normu Profibus DP a je určen pro řízení pomalých procesů zvláště ve výbušném prostředí, neboť odpovídá jiskrové bezpečnosti. Aby bylo možné síť využívat v tomto prostředí, je použita i speciální fyzická vrstva – proudová smyčka podle standardu IEC 1158-2 komunikující stálou rychlostí 31,25 Kibit/s.
Odvozené sběrnice
MPI sběrnice
PPI sběrnice